# Mitacs
Mitacs est un organisme national de recherche sans but lucratif qui, en partenariat avec les universités, le secteur privé et le gouvernement canadien, offre des programmes de recherche et de formation dans des domaines liés à l'innovation industrielle et sociale.